# 赵海英 (越剧演员)
赵海英（1976年9月5日—），浙江诸暨人，中国越剧女演员，擅长小旦。1992年，进入绍兴小百花越剧团。1995年，进入宁波小百花越剧团。表演上师承吕瑞英，为其弟子之一。代表作品有越剧《三看御妹》、《打金枝》、《孟姜女》、《国色天香》、《窦娥冤》、《蝴蝶梦》《藜斋残梦》等。在越剧电视剧《红楼梦》中饰演薛宝钗。2001年，获得第十九届中国戏剧梅花奖。